# مسجد شجره
مسجد شجره یا مسجد ذوالحلیفه یا مسجد المیقات نام مسجدی در هشت کیلومتری جنوب مدینه قرار دارد. این مسجد، میقات کسانی است که از مدینه عازم حج یا عمره می‌شوند.

## نامگذاری
علت نامگذاری این مسجد این است که به عقیدهٔ مسلمانان،حضرت محمد در وقت رفتن به مکه، در زیر درخت سمره نماز خوانده و به همین مناسبت، آن را مسجد شجره می‌نامند. بنا به روایتی از جعفر صادق، این ناحیه به اقطاع، به علی ابن ابیطالب واگذار گردید. به همین جهت، چاه‌های آن نیز که متعلق به آن حضرت بود، به نام آبار علی شناخته شده‌است.

## موقعیت
مسجد شجره در راه خروجی مدینه به سمت مکه، در فاصله هشت کیلومتری مسجد النبی در جنوب مدینه؛ سه کیلومتر پس از مسجد قبا، منطقه ذوالحلیفه است که مسجد شجره یا میقات یا ذوالحلیفه در آنجا قرار دارد.

## جایگاه و اهمیت
این مسجد، میقات کسانی است که از مدینه عازم حج یا عمره می‌شوند. مسجد شجره در محلی واقع شده که رسول خدا در وقت رفتن به مکه، در زیر درخت سمره نماز خوانده و به همین مناسبت، آن را مسجد شجره می‌نامند. افزون بر آن، رسول خدا در جریان سفر سال ششم هجرت که منتهی به امضای معاهده حدیبیه شد، در همین‌جا مُحْرم گردید. در سال هفتم جهت عمرة القضاء و همچنین در سال دهم هجری برای انجام حَجّة الوداع در آنجا مُحرم شدند. طبیعی است اهمیت این مکان از لحاظ دینی مسلّم بوده و به دلیل استفاده دائم مردم از آن، همواره مورد توجه بوده‌است.

## بازسازی
مسجد شجره در قرن هشتم دچار خرابی شد، اما همچنان مورد استفاده بود. گویا در بنای اولیه، شبستان و صحن داشته، اما در قرون هشتم و نهم تنها دیواری گرد آن بوده‌است. این مسجد در دوره عثمانی در سال ۱۰۵۸ قمری، به دست یکی از هندیان مسلمان بازسازی گردید و مناره ای برای آن ساختند. آخرین بازسازی این مسجد در زمان فهد بن عبدالعزیز آل سعود، در سال ۱۴۲۱ ه‍.ق تجدید بنا شد. منطقه بسیار وسیعی به مسجد و امکانات جانبی مانند پارکینگ اختصاص یافته‌است، به طوری که جمعاً مساحت آن نود هزار متر مربع می‌شود. مساحت خود مسجد حدود ۲۶۰۰۰ متر مربع است